# メトシャエル
メトシャエルは、旧約聖書の『創世記』に登場する人物。カインの子孫で、メフヤエルの息子、レメクの父。
アメリカの旧約聖書研究者リチャード・ヘスによれば、「メトシャエル」という名は、文字通りだと「神の信奉者」となるが「地下世界（黄泉 = シェオル）の神の信奉者」という意味にも解釈できるという。
『口語訳聖書』(1955年)ではメトサエル、『新共同訳聖書』(1987年)ではメトシャエルと表記される。